# Alternative Tentacles
Alternative Tentacles – niezależna wytwórnia płytowa utworzona w 1979 roku w San Francisco przez East Bay Raya i Jello Biafrę.
Pierwszym nagraniem, które ukazało się sygnowane tą nazwą, był singel ich zespołu Dead Kennedys: California Über Alles. Kiedy zdobył on pewną popularność, Ray i Biafra zdecydowali się utworzyć większą firmę płytową, która będzie nie tylko wydawać płyty ich zespołu, ale i innych wykonawców. Od połowy lat 80. jedynym właścicielem wytwórni jest Biafra.
W 1981 roku została wydana pierwsza składanka: Let Them Eat Jellybeans, promująca zespoły związane z wytwórnią. W późniejszych latach, dzięki popularności takich zespołów jak: Nomeansno, D.O.A. czy Alice Donut, które były związane z firmą, stała się ona jedną z najważniejszych w USA na rynku niezależnym (undergroundowym) (obok SST Records, Dischord Records czy Slash Records). Oprócz płyt muzycznych ukazują się również płyty "mówione" z tematyką polityczną i społeczną (albumy Jello Biafry i Noama Chomsky'ego).
W pierwszej połowie 2000 roku Biafra i Alternative Tentacles zostali pozwani przez innych członków Dead Kennedys. Sprawa dotyczyła honorariów, praw do nagrań zespołu i do nazwy. Zakończyła się niekorzystnie dla Biafry, a sam zespół wznowił działalność z innym wokalistą, zawierając umowę z wytwórnią Manifesto Records.
W październiku 2002 roku Alternative Tentacles przeniosła się z San Francisco do Emeryville (również Kalifornia).

## Artyści związani z wytwórnią
- Mumia Abu-Jamal
- Akimbo
- Alice Donut
- Amebix
- BlöödHag
- Blowfly
- Brujeria
- Brutal Juice
- Burning Image
- Butthole Surfers
- The Causey Way
- Noam Chomsky
- Ward Churchill
- Christian Lunch
- Comets on Fire
- Creeps On Candy
- Crucifucks
- Dash Rip Rock
- Dead Kennedys
- The Dicks
- D.O.A.
- The Evaporators
- eX-Girl
- Facepuller
- F-Minus
- The False Prophets
- The Flaming Stars
- Fleshies
- Half Japanese
- I Object
- Jay Munly
- Knights of the New Crusade
- Lard
- Leftöver Crack
- Life After Life
- Los Olvidados
- Ludicra
- Nardwuar the Human Serviette
- Neurosis
- Nomeansno
- No WTO Combo
- Pansy Division
- Part Time Christians
- Pilot Scott Tracy
- Report Suspicious Activity
- Slim Cessna's Auto Club
- SNFU
- The Phantom Limbs
- Toxic Reasons
- Tribe 8
- Turn Me On Dead Man
- Wesley Willis
- Victims Family
- The Yuppie Pricks
- Howard Zinn
- Zolar X